# Ejido de Santa María Tetitla
Ejido de Santa María Tetitla är en ort i kommunen Otzolotepec i delstaten Mexiko i Mexiko. Samhället hade 2 578 nvånare vid folkräkningen 2020.